# نوتكير ذا ستاميرير
الراهب نوتيكر (ولد في 840 - توفي في 912 في سويسرا) كان راهبا للبابوية البندكتية في سانت جالن، وشاعرا ودارسا.

## حياته
```
الكثير من ترجماته للألمانية القديمة ضمن أوائل النصوص الأدبية الألمانية؛ من 11 ترجمة نوتيكر قدم أربعة أعمال منها عملين فلسفيين لبويثياس، وكتابين لمارتيانوس. ومن الأعمال الهامة للمؤرخين الموسيقيين خمسة مقالات قصيرة بالألمانية القديمة عن موضوعات موسيقية ربما يراد منها التدريس الموسيقي الابتدائي في سانت جالن، حيث كان نوتيكر يعمل مدرسا وأدار المدرسة. ومفتاح مختصر باللاتينية لمعنى الخطابات الهامة (معروفة باسم الخطابات الرومانية أو خطابات سانت جالين) أحيانا تنسب إليه لكن تنتمي لسميه من قرن سابق اسمه نوتيكر من سانت جالن.
```

ويعتمد نسب الخمس مقالات القصيرة لنوتيكر أساسا على ثلاث نقاط: مسوداته من سن الخامسة (القرن ال11)؛ اللغة والحفاظ على أكبر مجموعة (أربعة من خمسة) في مخطوطة سانت جالين التي نشر نصها جيربرت باسم نوتيكار. هذا النقش دعمه لاحقا كيل على أساس الأسلوب. من ضمن الخمسة المقالات عن السلالم الثمانية موجودة فقط في مخطوطة سانت جالين. والكورد الواحد موجودة في مخطوطتين فقط وقياس أنابيب الأرغن في أربعة من خمس مخطوطات معروفة.
تقسيم المنوكورد ينتج عنه أوكتيف مزدوج مع درجات الصوت محددة وفقا للنظام اليوناني وبالإضافة لسلسلة على حروف الأبجدية من أف وإكمالها بنغمات أخرى غير محددة أدنى من أف. يجب أن نغمة أف لنوتيكر تقابلها «إي» للسلم الدياتوني. في المقال عن النغمات الثمانية، النغمة غير المحددة تحمل اسم «إيه» والتدوين الأبجدي يعرف المجال والنغمة النهائية لكل من السلالم الموسيقية للكنيسة. المقال عن «الكورد الثلاثي» أقصرهم يشمل ملاحظات مثيرة عن العود من ثلاثة أوكتيف. المقال عن السلالم الموسيقية أيضا مميز بالإشارات للآلات الموسيقية، العود في البداية والأرغن في النهاية. هذا غريب في سياق مناقشة الأوكتيف اليوناني. قياسات أنابيب الأرغن في المقال الخامس تنتج اثنين أوكتيف من جي إلى جي. ولا يبدو أي من الأقسام باستثناء السلالم الثمانية موجهة تجاه القراء المثقفين، بالتالي تقترح أنها مقالات ابتدائية. في نفس الوقت، لا تعتبر مسار كامل في الغناء البسيط الأساسي ويجوز أن تكون أجزاء باقية من عمل أكبر لا يعتمد على الأصل المتنوع.
ترجمة نوتيكر لأول كتابين من Mercurii مهمين لجعل الكابيلا إشارة متاحة بشكل أوسع مما يكون ممكن خلاف ذلك، وفي حين لم يترجم نوتيكر الكتاب التاسعة ( هارمونيا ) من هذا العمل، يشمل أول كتابين إشارات عابرة للموسيقى في إطار الكون الأكبر.